# Shaping, Chongqing
Shaping (kinesiska: 沙坪) är en köping i sydvästra Kina. Den ligger i Dianjiang härad i storstadsområdet Chongqing,  omkring 130 kilometer nordost om det centrala stadsdistriktet Yuzhong. Antalet invånare är 30 928. Befolkningen består av 15 578 kvinnor och 15 350 män. Barn under 15 år utgör 29,0 %, vuxna 15-64 år 56 %, och äldre över 65 år 13,0 %.